# Jerry Rizzo
Jerome S. Rizzo, detto Jerry (Astoria, 21 aprile 1918 – Las Vegas, 27 agosto 2011), è stato un cestista statunitense, professionista nella NBL.

## Carriera
Giocò per tre stagioni nella NBL, disputando complessivamente 149 partite con 8,4 punti di media.